# Hranatá veža
Hranatá veža ( polsky Graniasta Turnia německy Mautstein maďarsky Vámkő je nejmasivnější objekt úseku hlavního hřebene Vysokých Tater od Svišťového štítu po Malý Javorový štít, mezi Rovienkovou Priehybou a ( Rovienkovou stenou ) Vyšným Rovienkovým sedlem (Rovienkovou věží). Má dva téměř stejně vysoké vrcholky, hlavní jihozápadní a vedlejší severovýchodní. Bezprostředně pod hlavním vrcholem je ze strany Velké Studené doliny výrazná kamenná terasa. 

## Název
Byl ovlivněn tvarem vrcholu. Němci a Maďaři viděli v hranatých věži podobu mýtného kamene. V podobě Mýtnik prošlo toto jméno ojediněle i do slovenštiny, ale neujalo se. 

## Turistika
Na vrchol je možné vystoupit jen s horským vůdcem.

## Prvovýstupy
- v létě August Otto a Johann Hunsdorfer 20. července 1897
- v zimě Julius Andreas Hefty a Gyula Komarnicki 1. února 1914 [2]